# Халщатска култура
Халщатската култура е група от археологически находки, принадлежащи към ранножелязната епоха в Средна Европа и на Балканите. Името ѝ е свързано с град Халщат в околностите, на който през 1846 г. минният служител Йохан Рамзауер открива надгробна могила, съдържаща голямо количество праисторически артефакти.
В зависимост от археологическите локалитети Халщатската култура се дели на западна област (обхващаща Южна Германия, Западна Австрия, Швейцария и Източна Франция) и източна област (Източна Австрия и части от Балканския полуостров), като град Халщат лежи на границата между двете области.
Появата на Халщатската култура е вероятно резултат от настъпилите не по-късно от 900 г. пр.н.е. трансформациии в Културата на полетата с погребални урни. В тесен смисъл към Халщатската култура се отнасят археологически паметници от периода 1200-450 г. пр.н.е. (преди това е смятано, че периодът обхваща времето от 750 до 450 г. пр.н.е.). Според археологическите открития Халщатската култура добре познава топенето и обработката на желязото, боравейки и с други метали. Глинените изделия са с предимно геометрична орнаментика като се смята че изкуството на културата Халщат произлиза от предхождащата я Култура на погребалните урни. Тези изделия са откривани в гробове на благородници, положени в богато украсени коли с четири колела, които от своя страна говорят за една сравнително напреднала технология. В тези погребения са открити и предмети с произход от Древна Гърция, Етрурия и Картаген, което предполага развита търговия на хората от Халщатската култура със средиземноморския свят. С разпространението на Халщатската култура се налага традицията на богато подготвените надгробни могили, а обичаят да се потапят ценности и хора в блата изчезва.
Носители на Халщатската култура са войнстващи селяни. В западната област това са най-вероятно келти, а в източната - илири и други местни племена.
През 5 век пр.н.е. Халщастката култура отстъпва място на Латенската.